# Marianus Brockie
Marianus Brockie (* 1687 in Edinburgh; † 2. Dezember 1755 in Regensburg; eigentlich Daniel Brockie) war ein schottischer katholischer Theologe, Philosoph und Benediktiner.

## Leben
Marinus Brockie wurde 1687 in Edinburgh als Sohn George Brockies und dessen Frau Isabel Farquharson geboren. Seine Kindheit verbrachte er in Arbroath und ging 1705 nach Regensburg. Philosophie studierte er im Franziskanerkloster Regensburg und anschließend Theologie im Kloster Sankt Emmeram. Im Schottenkloster Regensburg legte er 1708 sein Ordensgelübde ab und studierte seit 1711 Theologie an der Universität Erfurt. Zwei Jahre danach erhielt er seine Priesterweihe. Nachdem er sein Studium am 7. November 1714 beendet hatte, hielt er zunächst philosophische Vorlesungen, bis er 1717 ordentlicher Professor der Philosophie in Erfurt wurde. 1719 zum Prior des Erfurter Schottenklosters ernannt, wandte er sich gegen Jansenisten sowie Jesuiten, sodass diese sich Brockie feindlich gegenüberstellten. Besonders an der Universität Erfurt setzte er sich gegen sie ein, infolgedessen musste der Jesuit Anton Gruber die Universität verlassen. Damit die Streitereien endeten, schickte man Brockie 1727 nach Schottland. Zwar kam er vier Jahre darauf zurück nach Regensburg, ging nicht viel später jedoch wieder nach Schottland. Mit fünf anderen schottischen katholischen Theologen zog er 1739 endgültig wieder nach Regensburg. In den nächsten Jahren verfasste er mehrere Werke. Der damalige Klosterabt Stuart setzte sich sehr gegen Brockie ein, doch auch, nachdem dieser 1753 verstorben war, endete der Streit nicht. Dies belastete Brockie körperlich, aber auch seelisch, und schließlich verstarb er am 2. Dezember 1755 an den Folgen eines Schlaganfalls.

## Werke
- Scotus a Scoto propugnatus, seu Questiones ad mentem Joannis Duns Scoti (Regensburg 1711)
- Ars philosophice loquendi, sive Logica vocalis scientiarum philosophicarum institutiones et elementa complectens &c (Frankfurt/Leipzig 1717)
- Examen theologicum doctrinae Quesnellianae, quo aequitas et justitia constitutionis dogmaticae Unigenitus demonstratur (Erfurt 1720)
- Scoticum Monasticon ex codicibus antiquis, membranis et instrumentis, tum domesticis, tum extraneis collectum, complectens omnium Ordinum monasticorum Abbatias, Prioratus, Cellas, Ecclesias et Domos, quae olim in regno Scotiae floruerunt a tempore susceptae religionis Christianae usque ad fatalem Monasteriorum dissolutionem (ungedruckt)